# Заклади харчування Львова
Заклади харчування Львова. Львів відомий своїми кав'ярнями, цукернями та рестораціями. Загалом у місті нараховується 822 об'єкти ресторанного бізнесу.

## Австро-Угорський період та часПольської окупації
Німецький письменник-мандрівник Й. Г. Коль, відвідавши Львів у 1841 році, був здивований великою кількістю кав'ярень і кондитерських, і стверджував, що у Львові існують кав'ярні, якісніші та елегантніші за подібні заклади будь-якого німецького міста, зокрема рідного йому Дрездена.
«Найкращою каварнею є каварня Вольфа (Wolff), що об'єднує кілька залів, переповнених відвідувачами у кожній порі дня чи ночі»,- зазначав Коль (I. G. Kohl) у своїй книзі Reisen im Innerem von Russland und Polen.
Власниками тогочасних каварень були переважно німці — відомі родини Вольфів, Сіберів, Гекслів, Шнайдерів (Wolff, Sieber, Hexl, Schneider).

### Ресторани

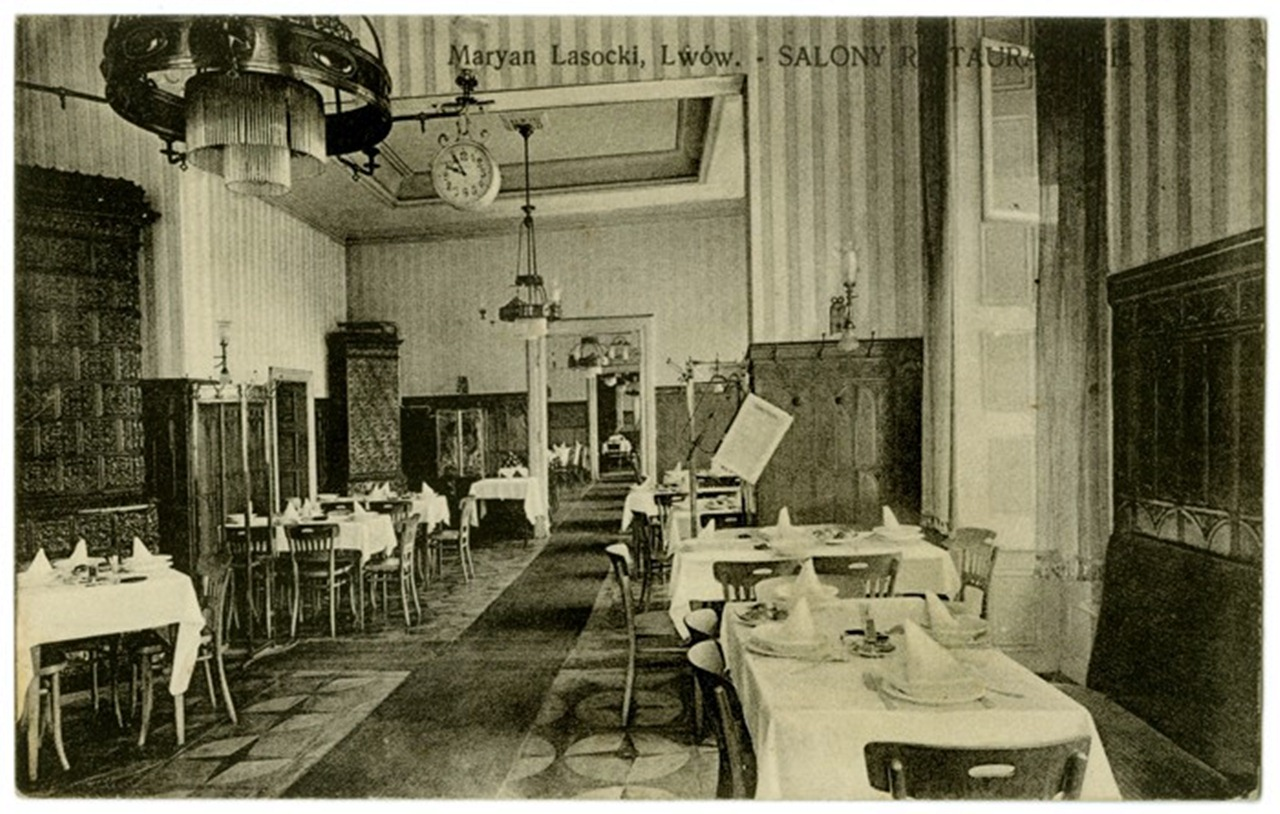
Ресторація Лясоцького

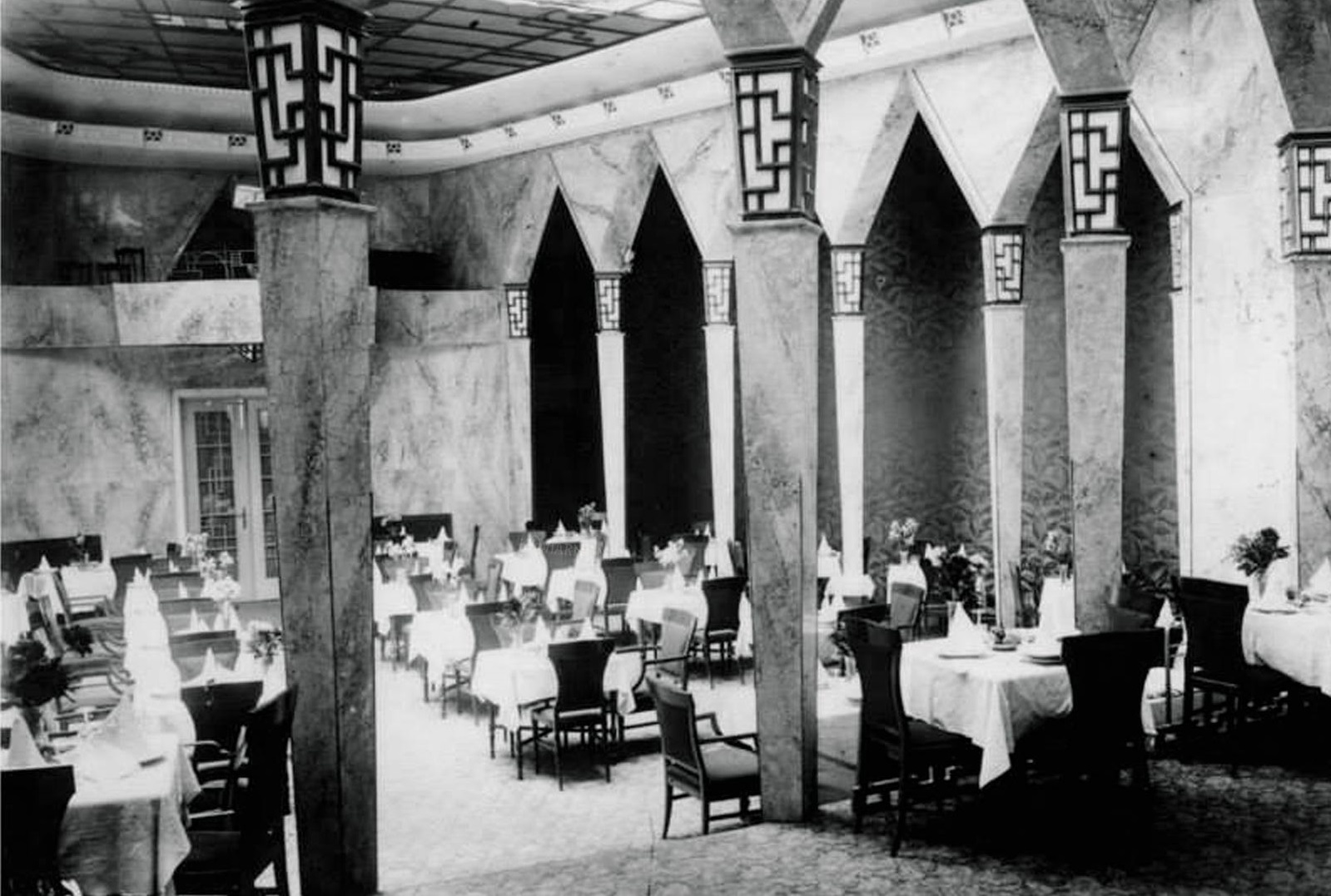
Інтер'єр ресторану в готелі Жорж (Львів), 1907 рік

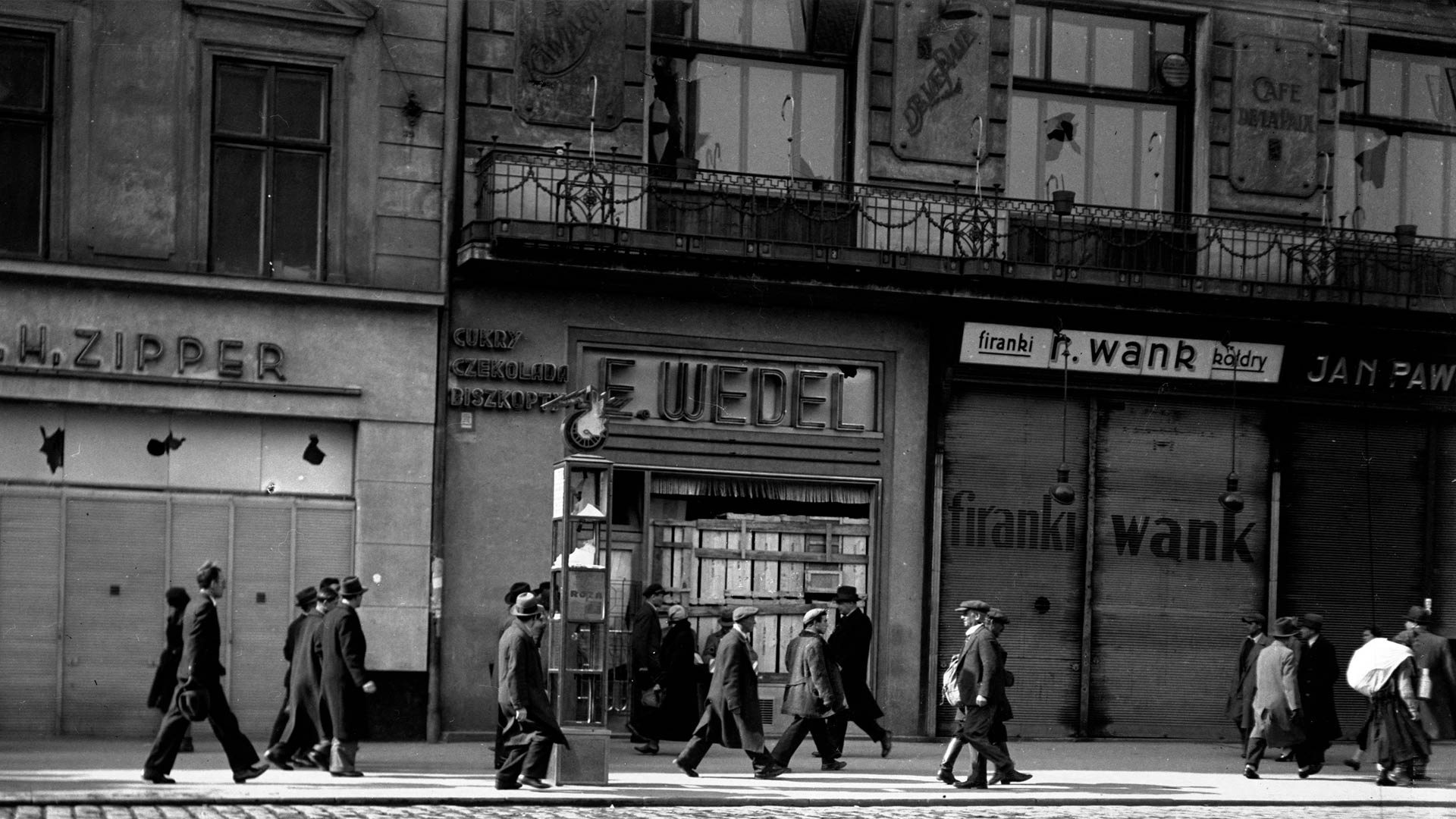
Ресторан De la paix (2 поверх), квітень 1936 року

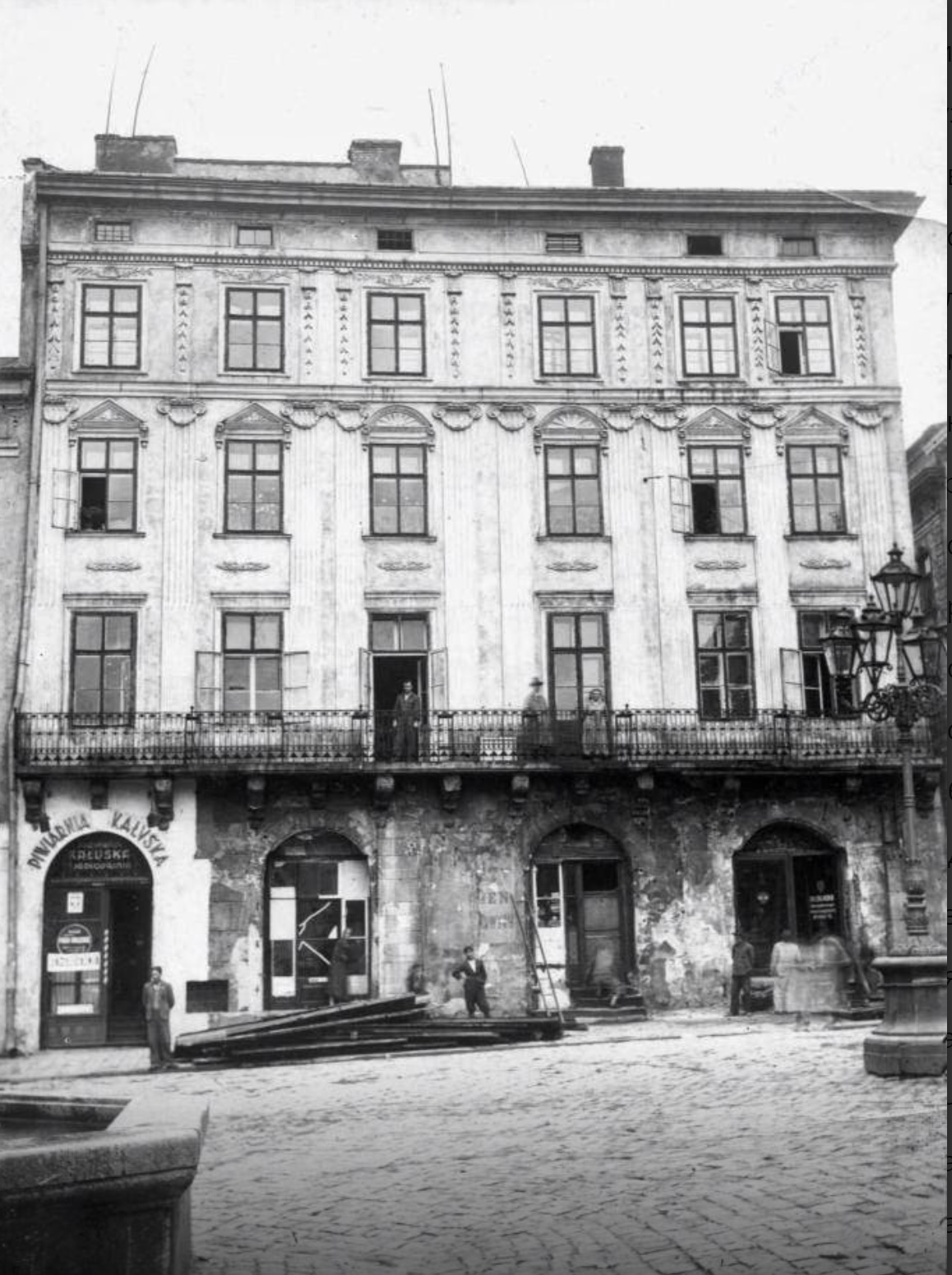
Ресторан Атляс

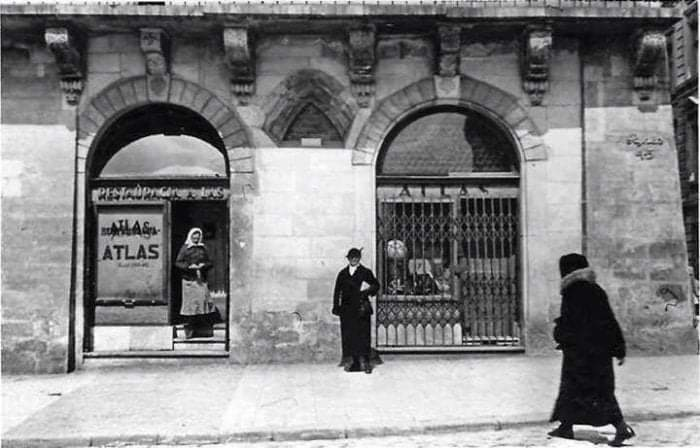
Ресторан Атляс

1. Ресторан Гживинського — містився на пл. Марійській 9 (сьогодні пл. Міцкевича). Діяв принаймні з 1888 року. З 1894 року — це ресторан Вуазе. У 1909—1920 рр. в партері та приміщеннях II поверху поруч з рестораном були кімнати для сніданків, а також магазин делікатесів, вин та прянощів Мар'яна Лясоцького; в ресторані щоденно відбувався концерт салонної музики. В 20–30 роках XX ст. власником закладу був Б.Гурський. За часів радянської окупації ресторан не діяв. Будівлю знесено в 1998 році.
2. Штадтмюллера (Stadtmullera) — знаходився на вул. Краківській 9, діяв щонайменше станом на 1894 рік. Перед ІІ Світовою війною тут знаходився Ресторан Халперна (Abr. Halpern).
3. Брейтмаєра (Breitmajera) — знаходився на вул. Трибунальській 10 (сучасна вул. Шевська) в складі готелю під 3 Коронами (pod 3 Koronami). Діяв щонайменше станом на 1894 рік.
4. Ресторан Анни Колонської (Anna Kolońska) — знаходився на вул. Трибунальській 8 (сучасна вул. Шевська) і діяв до ІІ Світової війни. В 2000-х роках на останньому поверсі розташовувався Ресторан Дарвін. Сьогодні тут знаходиться популярна Ресторація Бачевських.
5. У Нафтули — знаходився на вул. Трибунальській (сучасна вул. Шевська 12), іменований за іменем власника закладу Нафталі Тепфера. Заснований у 1852 році. У газеті «Діло» від 17 лютого 1901 року подавалось таке меню: «Печеня вепрова з капустою — 15 корон; сікані легки (легені — П. А.) – 12 крн.; флячки — 12 крн., ніжка теляча з хріном — 10 крн., ковбаска з хріном — 5 крн.; кавяр — 15 крн.; обід в абонаменті — 40 крн. […] Найліпше вино по найтаньших цінах, почавши від 40 корон літра». Постійні гості особливо відзначали флячки: «Якісь 12 корон і, як то кажуть, ґемба в небі». Нічим не поступались знамениті ковбаски, бігос та пільзенське пиво, про котрі у місті ходили легенди. «Нафтула має добрий мід, ось попробуєм — веселіш буде розмова», — сказав Іван Франко Сергію Єфремову під час святкування в закладі. Після смерті Нафталі — його син Міхал (юрист за освітою) з 1901 року перетворив кнайпу в богемний заклад, що став місцем зустрічі музикантів, критиків, поетів з усього світу. Живописці Братковський та Піотровський виконали стінні розписи з краєвидами Львова у залах ресторану, і до них: «потягнулась гордовита дітвора чупринами і гучними голосами». На другому поверсі було відведено спеціальну кімнатку, де збиралась «мистецька еліта» обговорити чергову театральні виставу, концерт або ж книгу. До кнайпи також частенько заходили такі відомі люди, як письменник Станіслав Пшибишевський, поет Ян Каспрович, австрійський намісник Казимир Бадені, професор консерваторії Станіслав Нев'ядомський. Бували у кнайпі і українські митці, зокрема Володимир Самійленко, Василь Стефаник та Лесь Мартович. У ресторації частою була практика, коли незаможні митці, які не мали достатньо коштів, розплачувались з власником своїми творами. Існує версія, що у кнайпі «Під трьома коронами» справляв своє весілля Іван Франко, але документально цей факт не підтверджено. 1 жовтня 2002 року на вул. Шевській, 12 стався обвал внутрішнього перекриття будинку. Станом на сьогодні будинок знаходиться на реставрації.[2][1][3]
6. Ресторан Людвіга і Хенінгера або під Грушею (Jan Ludwig & Jan Heninger, pod Gruszka) — знаходились на вул. Краківській 7, діяли щонайменше станом на 1894 рік і до початку ІІ Світової війни.
7. Войсего (Voisego) — знаходився на пл. Марійській 9 (поряд з сучасною пл. Міцкевича), діяв щонайменше станом на 1894 рік.
8. Ресторан в готелі Жорж — знаходиться за адресою площа Міцкевича, 1. На початку ХХ ст. журналіст Йозеф Маєн так описував місцеву атмосферу: «Зовнішньому спостерігачеві легко зауважити товариський характер „Жоржа“. На відміну від варшавського типу — усі столики у „Жоржі“ є круглої форми… У „Жоржі“ більший відсоток відвідувачів становлять нові львів'яни: емігранти з Варшави, менші або більші достойники, наближені до міністерських справ, та „зваршавлена“ товариська „сметанка“ Львова… Однією з характерних рис обідньої пори є поділ „Жоржа“ на дві різні частини в двох окремих залах. Зала ліворуч від входу є залою домовлених зустрічей. Зала з правого боку є залою тих, хто не домовлявся про зустріч, але, прийшовши пообідати, зустрічається зі своїми друзями — це зала умовна.»[4]
9. Атляс — знаходився на розі пл. Ринок, 45 та вул. Гродзицьких (сучасна вул. Друкарська), діючий станом на сьогодні. Розпочала працювати наприкінці XIX — початку XX століття і була найпопулярнішим закладом Львова де збиралась львівська богема. Тут сиділи поруч, пили та сперечалися поети, художники, генерали, професори, священники, скульптори, музиканти та державні чиновники, студенти та актори. Слава про ресторан поширювалась і за межами міста. Ресторан мав фантастичну кухню, а також був школою життя, академією літератури, доброго тону та жарту, місцем конкурсів ораторів і акторів, концертів і диспутів, щоденних та святкових зустрічей. Є типові львівські вирази, які добре знайомі львів'янам і майже не відомі поза межами Львова, такі як, наприклад «зайти до пана Едзьо». Цей вираз означає, що коли власником ресторану Атляс був Едвард Терлецький — всі хто торгував на площі Ринок, ходили до нього в платний туалет (Власне звідси і пішла фраза «сходити до пана Едзьо», це сходити в туалет. Ресторан певний час діяв і при радянській окупації Львова. В той час його відвідали Бажан, Корнійчук, Десняк і письменник граф Алексей Толстой, який: «Пив-пив, а коли довелося ставати, спробував це зробити і не зміг. Довелося викликати фіакр і везти легковажного графа Алексея Толстого в люлю до готелю Жорж».[5]
10. Ресторація Райха - знаходилась за адресою пл. Ринок 5. Працювала з кінця XIX до середини XX ст. Власником був єврей Самуїл Райх. Тут збиралась різна інтелігенція, громадські діячі, а також учні гімназій І. Франко, М. Яцків, В. Стефаник, М. Заячківський. Василь Стефаник, приїжджаючи до Львова, одразу йшов до Райха і кликав туди товаришів з редакції «Літературно-Наукового вісника». Якось тут влаштував  вечірку Олександр Олесь, який тішив свою компанію жартами замість поезій. Любив випити пиво в цій кнайпі Василь Щурат. Михайло Яцків доволі часто бігав до кнайпи під час роботи в редакції того ж «Літературно-Наукового вісника». Стався курйозний випадок, коли до Львова приїхала Леся Українка, що зупинялася в готелі Жорж. Яцків надумав зізнатися їй в коханні, але для хоробрості заскочив до Райха і випив там не один стаканчик рому. В такому бойовому настрої рушив з квітами до Лесі, та вона, занюхавши запах рому, Михайла засоромила і квітів не прийняла. Так вернувся розчарований Яцків назад у кнайпу.
11. Заклад Якуба Маселки — знаходився на вул. Леона Сапєги (сучасна вул. Степана Бандери 25), що навпроти головного корпусу Львівської політехніки. Відкрився у 1926 році. Дичину замовляли у маєтках місцевих аристократичних родин. Впольовану звечора здобич, переважно вепрів та зайців, вже наступного дня після ловів везли до кнайпи на санях, аби вже на обід подати відвідувачам до столу. Восени в меню регулярно з'являлися фазани і перепілки, начинені різною солониною. У закладі постійно продавались свіжі раки, живі коропи і щупаки. При кнайпі регулярно працювала власна палярня кави без кофеїну фірми HAG. Вина привозили з Угорщини в діжках, а вже на місці господар розливав її у пляшки. При закладі діяла пекарня, де випікали фірмовий «сільський хліб» із чорним кмином на капустяному листі, торти, бісквіти та нугати (перемащені медово–горіховою масою вафлі). Кожен клієнт міг безкоштовно пробувати вироби фабрики Бачевського і кондитера Залевського, які були торговими партнерами Якуба Маселки. Якуб Маселко першим у Львові запровадив сервіс замовлення товарів по телефону, і їх доставки по домашній адресі клієнта (телефонний номер закладу: 1–16–81). Відтоді, за прикладом Маселка, власники інших престижних кнайп почали проводити телефонні лінії до своїх закладів. Згодом Якуб Маселко віддав кнайпу в оренду своєму працівникові та сусідові Альфонсу Гонсьоровському, який перетворив її на покій сніданковий. У час «перших совєтів» один із нових радянських проректорів Політехніки вкрав ректорського ланцюга у тодішнього очільника цього навчального закладу Антонія Верещинського. Коли встановили особу злодія, проректора звільнили, призначивши на посаду кельнера в кнайпі Маселка. Після цього, і так популярний серед студентства заклад, отримав ще більше відвідувачів. Із початком Другої світової війни заклад припинив своє існування. Сьогодні тут знаходиться піцерія Піца хаус.[6]
12. Палас де Данс Брістоль — знаходився за адресою вул. Кароля Людвіка 19 і 21 (частина сучасного пр. Свободи). Належав Зигмунту Ценгуту і розташовувся в Готелі Брістоль. Перед війною з ресторану велась радіотрансляція виступів.
13. Ресторан Йосифа Красовського — знаходився на вул. Янівській 70 (сучасна вул. Шевченка). Відкрився орієнтовно восени 1941 року.
14. Сан-Сусі (San — Souci) — знаходився по вул. Шайнохи 5 (сьогодні вул. Банківська). Діяв з 1905 року. У 1920 році назву було змінено на Адрія, у міжвоєння відомим власником закладу був Соломон Роттенберг. Основними відвідувачами була молодь, офіцери та любителі дешевого більярду. Тут під час перебування у Львові в 1905—1914 роках грав в шахи Юзеф Пілсудський. В джерелах згадується, що одного разу група польських студентів університету, політехніки та інших вищих шкіл Львова (які були членами «академічної корпорації» — неформальне об'єднання студентів під впливом радикальних політиків з табору народової демократії — «ендеків», що часто були ініціаторами погромів українських та гебрейських організацій, влаштовували шовіністичні маніфестації під гаслами, бійки з євреями та українцями) виходячи з Адрії, далеко за північ, були спровоковані на бійку групою єврейських молодиків, які мстились за попередні напади… Під час зіткнення смертельного удару дістав студент-ветеринар Ян Гродковський. Подія мала чималий резонанс, антиєврейські мітинги тривали два тижні…
15. Ресторан Щапіра (Dab. Schapira) — знаходився на пл. Ринок 20.
16. Ресторан Бечтла (Jak. Bechtlo) — знаходився на пл. Ринок 17. Станом на 1939 рік заклад іменувався «Ресторан № 23».[7]
17. Ресторан Чарала (Est. Charala) — знаходився на пл. Ринок 12.
18. Ресторан Гертсмана (Szym. Gerstman) — знаходився на пл. Ринок 7.
19. Ресторан Вороняка (Łuk. Woroniak) — знаходився на пл. Ринок 39.
20. Ресторан Кафки (Mar. Kafka) — знаходився на вул. Краківській 11 до ІІ Світової війни.
21. Ресторан Рейса (Ch. Reiss) — знаходився на вул. Галицькій 14 до ІІ Світової війни.
22. Ресторан Арона Сасовера (Aron Sassower) — знаходився на сучасній вул. Лесі Українки 5 і діяв до ІІ Світової війни.
23. Ресторація Боїмів (György Boim) — знаходиться на вул. Шевська, 6 на 1 та -1 поверхах готелю Best Western Plus Market Square Lviv. Ресторація розташована на території історичних будівель, що внесені до переліку Всесвітньої спадщини ЮНЕСКО. При створенні ресторану підвальні приміщення XVI століття (під кам'яницями по вул. Шевській № 6 та № 4), що частково збереглися до наших були збережені архітекторами.

### Пивні

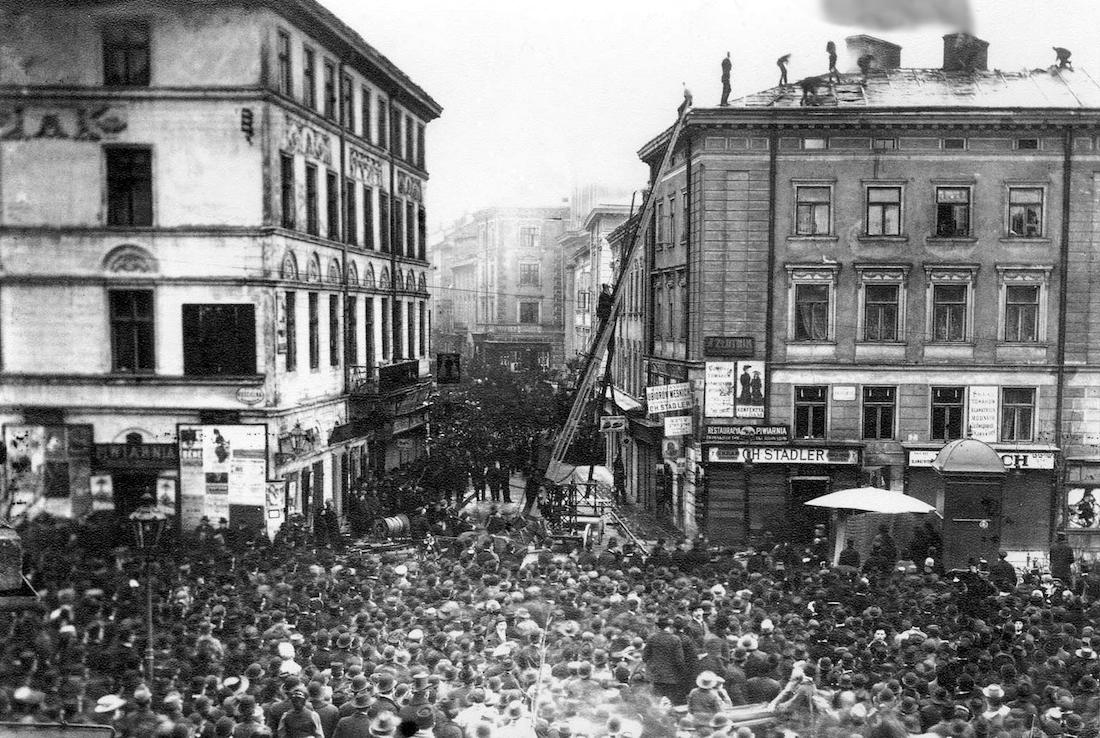
Пожежа в пивній на пл. Ярослава Осьмомисла

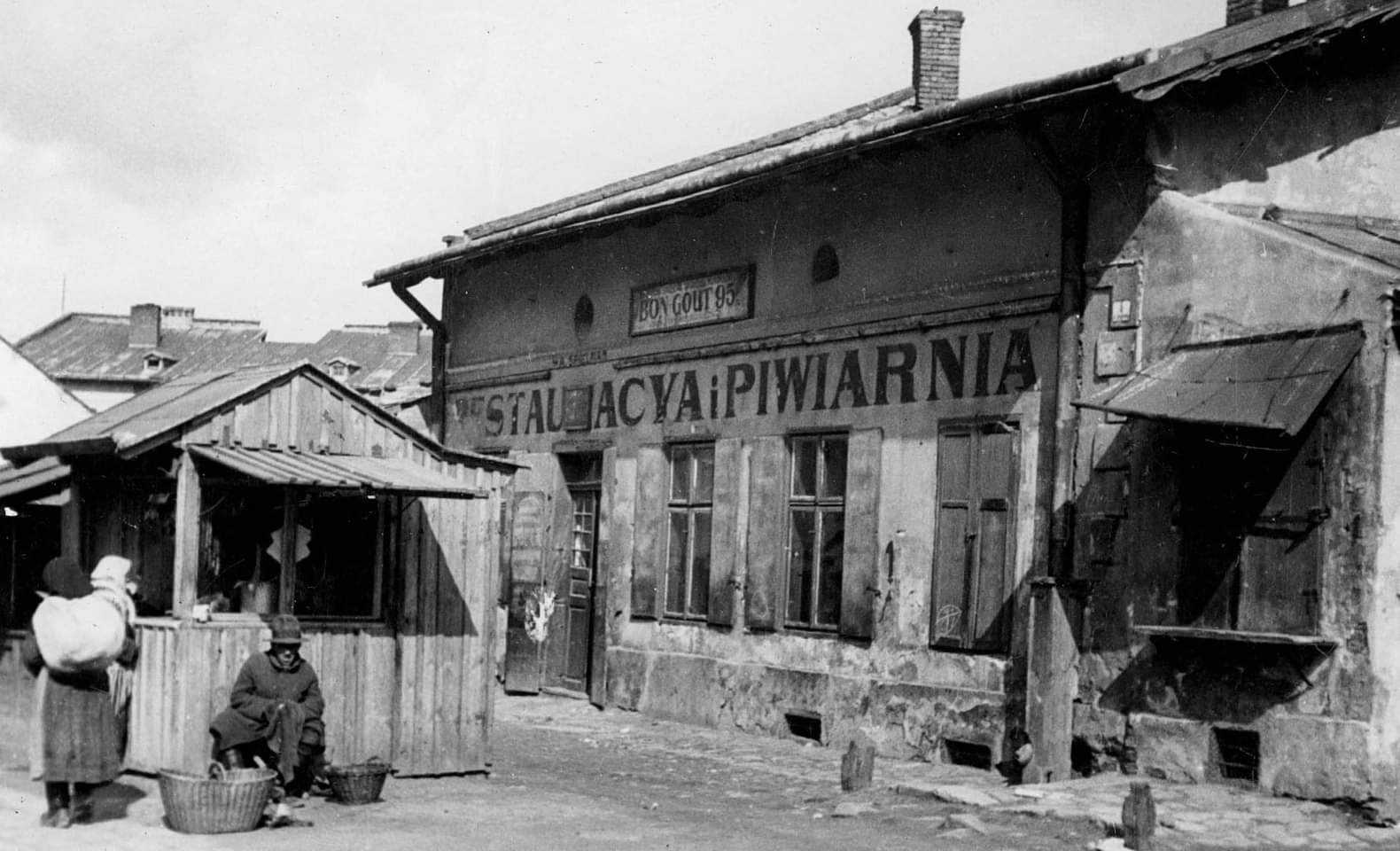
Пивна на вул. Жовквівській, 1929 р.

Пилзненська Найсарка (Pilznenska Naisarka) — знаходилась на пл. Ринок, діяла щонайменше станом на 1894 рік.
Пивна на сучасній пл. Ярослава Осьмомисла 7 і діяла до ІІ Світової війни поруч з рестораном. Сьогодні тут Готель Наталія 18.
Пивна на вул. Жовківській діяла щонайменше у 1924 році.

### Винарні

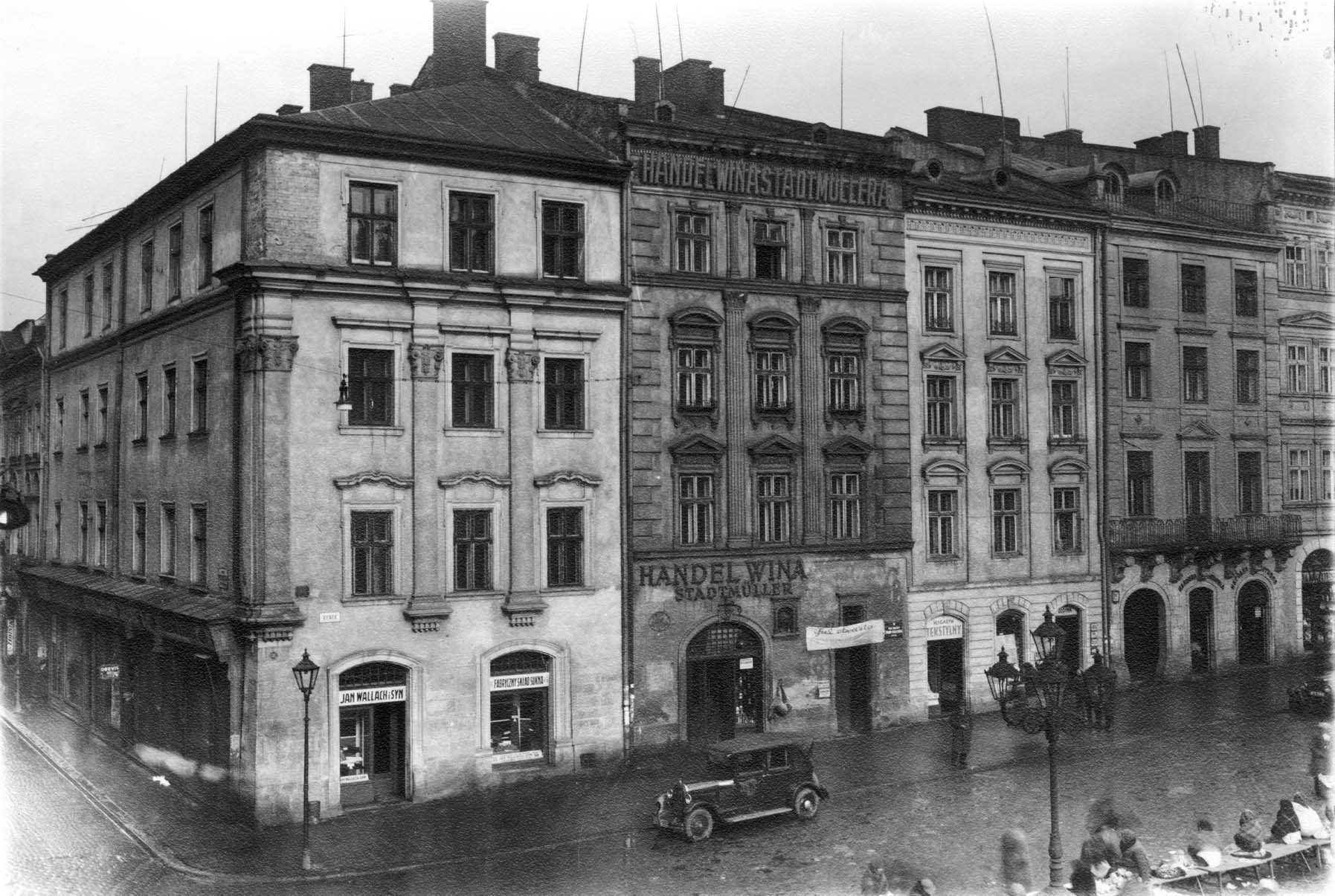
Винарня Штадтмюллера у Львові

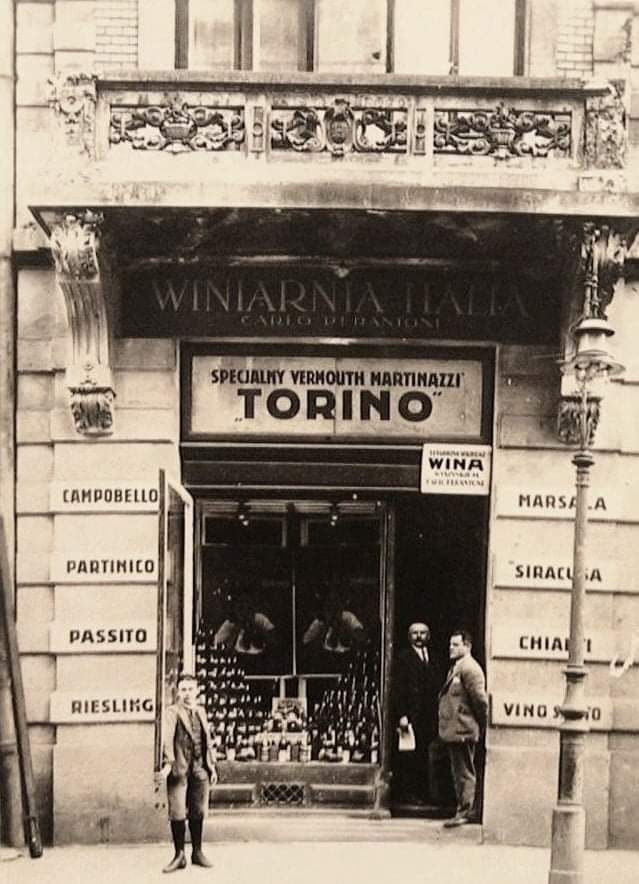
Винарня Торіно

1. Винарня Корнякта — знаходилась в будинку Корнякта на пл. Ринок. Працювала щонайменше в XVI ст. Вже із двору запрошував до винарні зелений вінок, який коливався над вхідною до будинку брамою. До просторої зали зі склепінням вели масивні дубові двері. Тут, під чотирма каганцями, що були прикріплені масивними гаками до стелі, від ранку до вечора співали та забавлялися. Подавала вино гостям струнка грекиня Софія. А оскільки вина Корнякт закупляв із різних куточків світу, то могли вони задовольнити найвибагливіші смаки гурманів: і кіпрські, і грецькі, і кримські, і італійські, і угорські, і волоські, і навіть французькі. З роками кам'яниця Корнякта кілька разів міняла власників. У 1908 році її купило місто та заснувало тут музей. У залі, яку і досі звуть «корняктівською залею», почали проводити наукові засідання.
2. Винарня на Руській — знаходилась на вул. Руській 4. З давніх пір тут торгували винами з Кіпру, Греції, Румунії і Болгарії. Була популярна серед іноземних купців. Справжньою атракцією винарні став міф про привид першого власника, який полюбляв торохтіти бочками у підвалах. Студенти билися об заклад — хто з них насмілиться перебути у закладі всю ніч. Сьогодні тут знаходиться кафе Манускрипт.
3. Спеціальна Винарня при Готелі Жорж (Hotel George'a) — знаходився на пл. Марійській 1 (поряд з сучасною пл. Міцкевича), діяла щонайменше станом на 1894 рік;
4. Штадтмюллера Ріхарда (Stadtmullera) — знаходилась на вул. Краківській 9, діяла щонайменше станом на 1894 рік. Була однією з тьох винарень однойменної мережі.
5. Штадтмюллера Ріхарда (Stadtmullera) — знаходилась на пл. Домініканській, 2 (сьогодні пл. Музейна, 2 та вул. Вірменська, 35). Була однією з тьох винарень однойменної мережі. Сьогодні тут знаходиться культурно-мистецький центр Дзиґа.
6. Штадтмюллера Ріхарда (Stadtmullera) — знаходилась на пл. Ринок, 34. Крім вин тут пропонували медовуху і добре пиво. Була однією з тьох винарень однойменної мережі. Існувала з 1847 р. Тут у залі на другому поверсі, куди вели кручені сходи, були розставлені тяжкі дубові столи у формі підкови, а на охочих поспівати чекало фортепіано. Сюди вчащала досить заможна міська богема. В сатиричному вірші про москвофілів згадує про неї Володимир Самійленко: «Річ конечна, господине! Так пійдемте в ресторан І в Штадтмюллера за пивом до синоду зложим плян». Станом на 1939 рік заклад іменувався «Ресторан № 15». Сьогодні в будинку діє кафе Кентавр.
7. Брейтмаєра (Breitmajera) — знаходилась на вул. Трибунальській 10 (сучасна вул. Шевська), поруч з одноіменним рестораном і діяла щонайменше станом на 1894 рік.
8. Дідоліч і Прпіч — знаходилась на вул. Чарнецького 3 (сьогодні вул. Володимира Винниченка 3). Спілка хорватів Дідоліч і Прпіч продавали вина із Далмації. Юзеф Віттлін казав: «І знову вдихаю шляхетний аромат далматинських вин в крамниці фірми „Дідоліч і Прпіч“, дідолилося там і прпіло злотоперу златарицю і мріялося про сонячний Дубровник». Сьогодні тут знаходиться ресторан Панська чарка.
9. Під Старою Баштою — знаходилась вул. Собєського, 32 (сьогодні вул. Братів Рогатинців). Відкрилась в підвалах перед Першою світовою війною. Сьогодні розміщений заклад Під Вежею.
10. Винарня Анни Нейпауер — на вул. Кохановського 6 (сьогодні вул. К. Левицького). Тут продавались токайські вина.
11. М і С Козьол (M. & S. Koziol) — знаходилась на вул. Ставропігійській 3.
12. Торіно (Torino) — знаходилась на вул. Сикстутській 29, якою володів Карло Перантоні з синами (Віктором та Луїджі).
13. Винарня на вул. Кароля Людвіка, 21 (сьогодні пр. Свободи). Власник — Зигмунт Зенґут. Продавались румунські вина.

### Магазини делікатесів та вин з кімнатами для сніданків

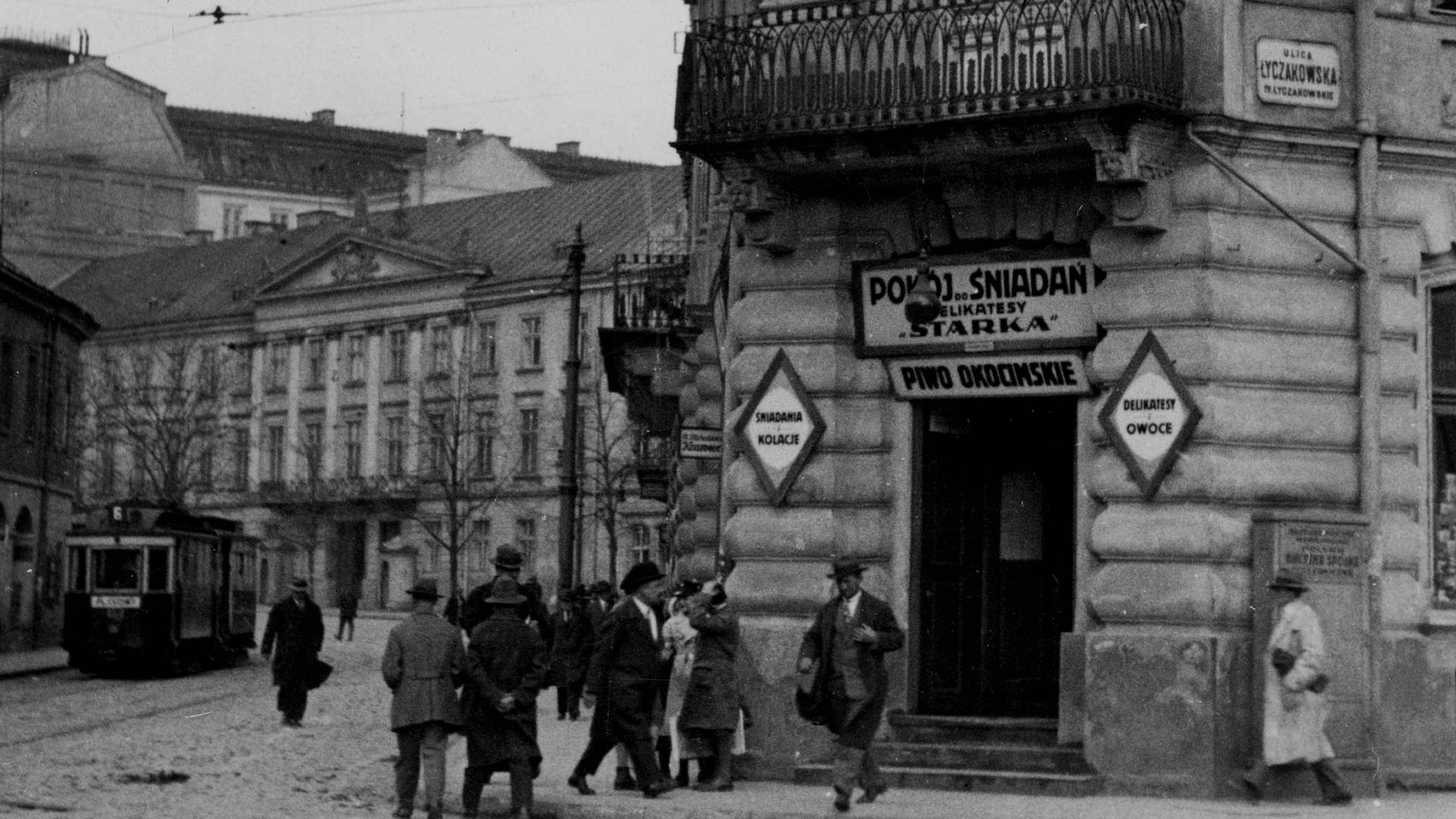
вул. Винниченка 8 (Львів), 1930-ті

1. Магазин делікатесів, вин та прянощів Мар'яна Лясоцького з кімнатами для сніданків — знаходився на пл. Марійській 9 (сьогодні пл. Міцкевича). Знаходився поруч з рестораном Гживинського. Будівлю було знесено в 1998 році.
2. Мушяловіча (Musialowicza) — знаходився на вул. Третього Травня 2 (сучасна вул. Січових Стрільців), діяв щонайменше станом на 1894 рік.
3. Бачинськєго (Baczynskiego) — знаходився на вул. Академічній 3 (сучасний пр. Шевченка), діяв щонайменше станом на 1894 рік.
4. Войчєховськєго (Wojciechowskiego) — знаходився на вул. Академічній 6 (сучасний пр. Шевченка), діяв щонайменше станом на 1894 рік.
5. Баєра (Bayera) — знаходився на вул. Краківській 11, діяв щонайменше станом на 1894 рік.
6. Важнего (Waznego) — знаходився на вул. Чарнецького 2 (сучасна вул. Володимира Винниченка), діяв щонайменше станом на 1894 рік.
7. Сніданковий покій мами Теличкової — знаходився на вул. Академічній 6 (сучасна пр. Шевченка). Власник — Софія Теличко. Працювала щонайменше у 1920 році. Тут працював найманим працівником Якуб Маселко.
8. Старка — знаходився на розі вул. Личаківської та вул. Чернецького (сучасна вул. Володимира Винниченка 8).

### Кав'ярні

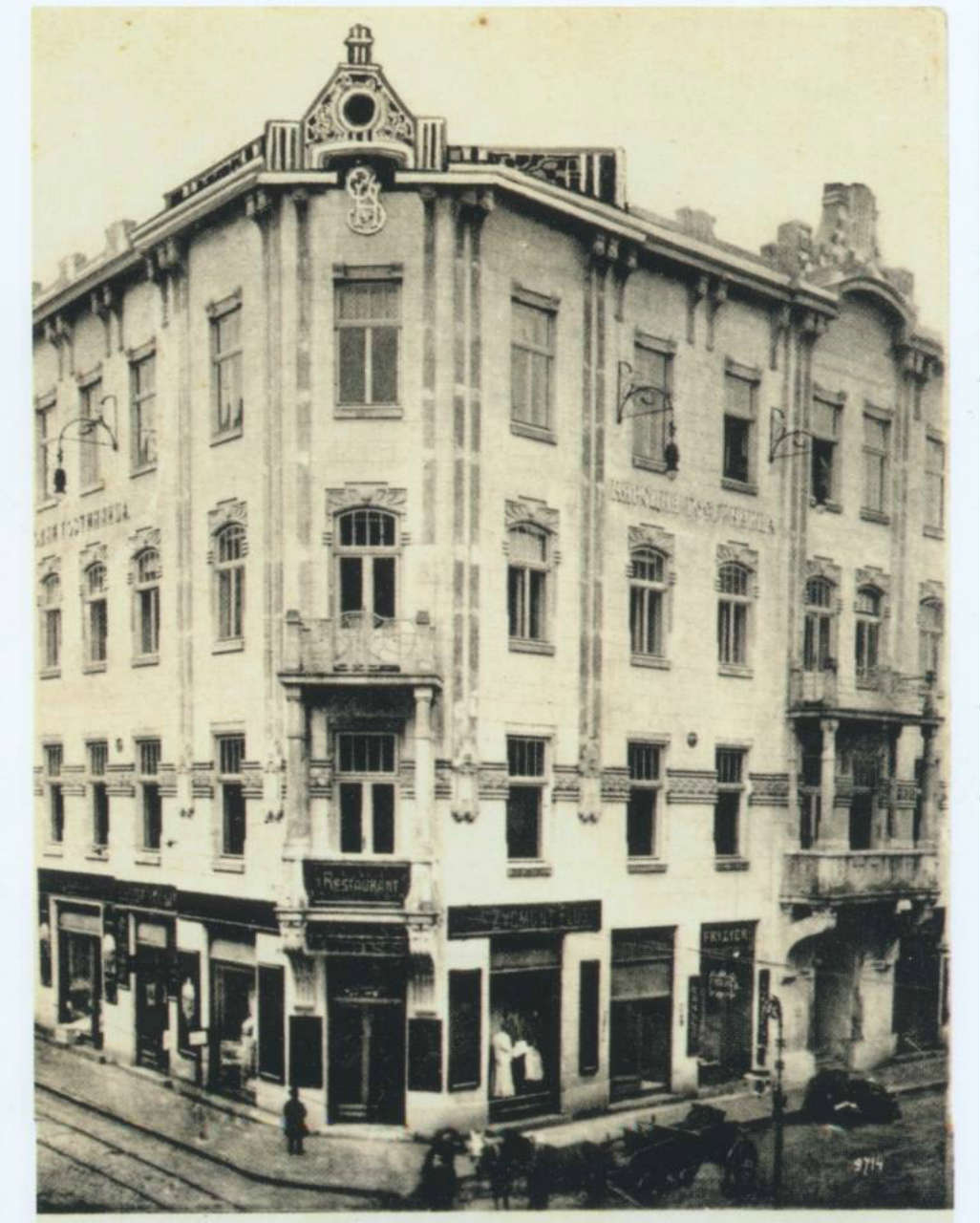
Кав'ярня Republique

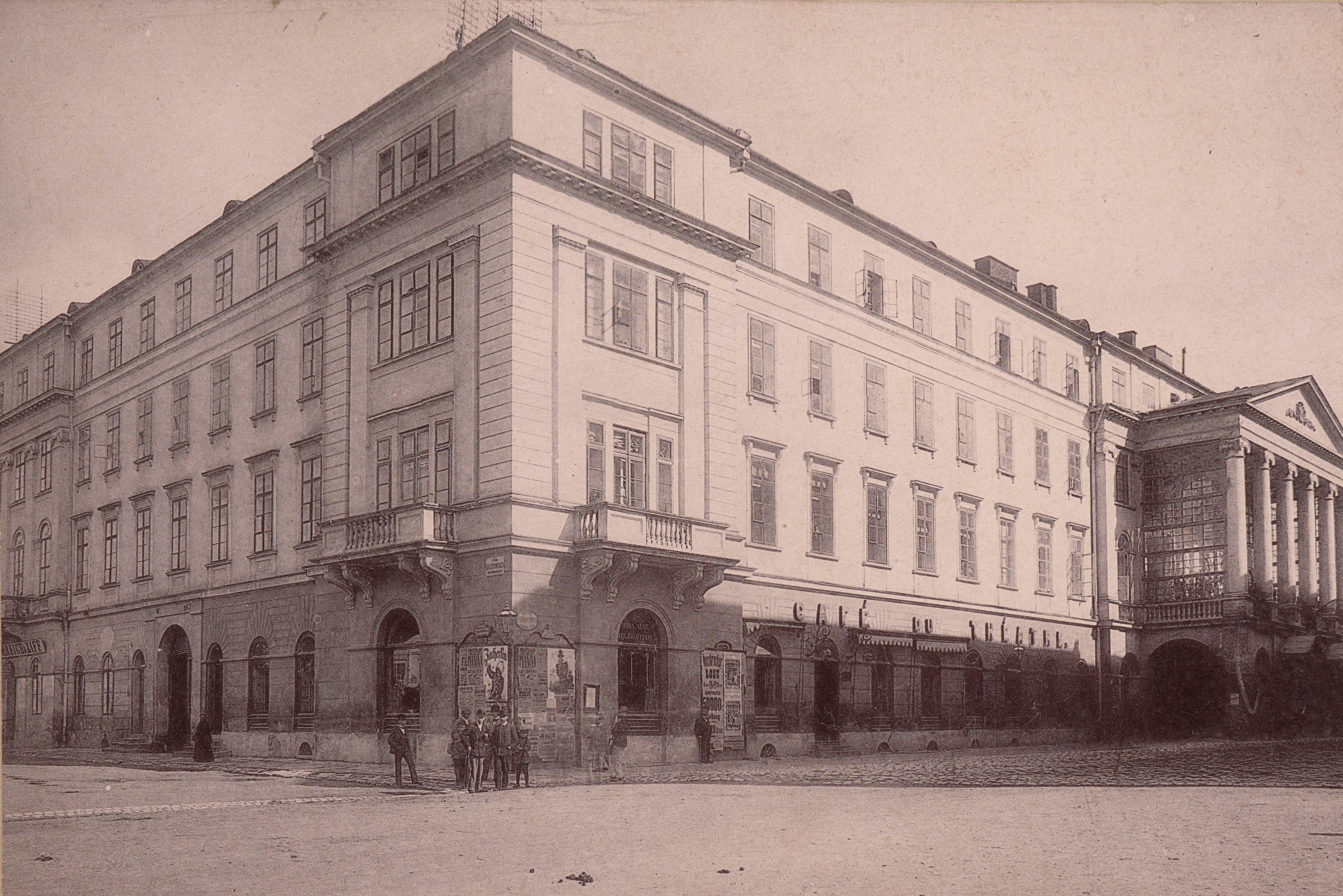
Кав'ярня Театральна в театрі Скарбека, 1900 рік

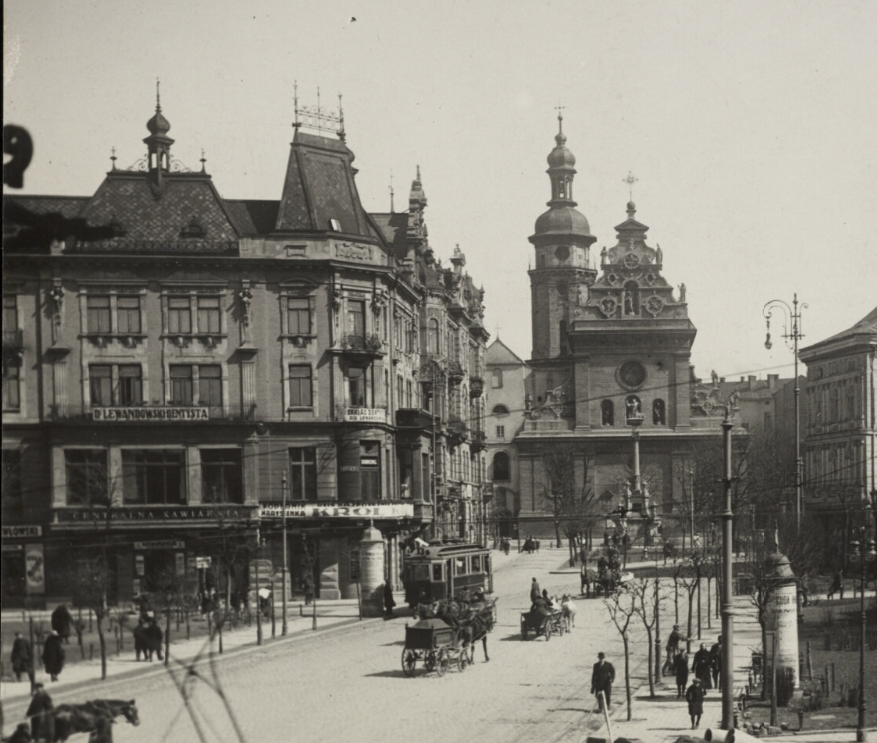
Кав'ярня Центральна, 1935 рік (ліворуч)

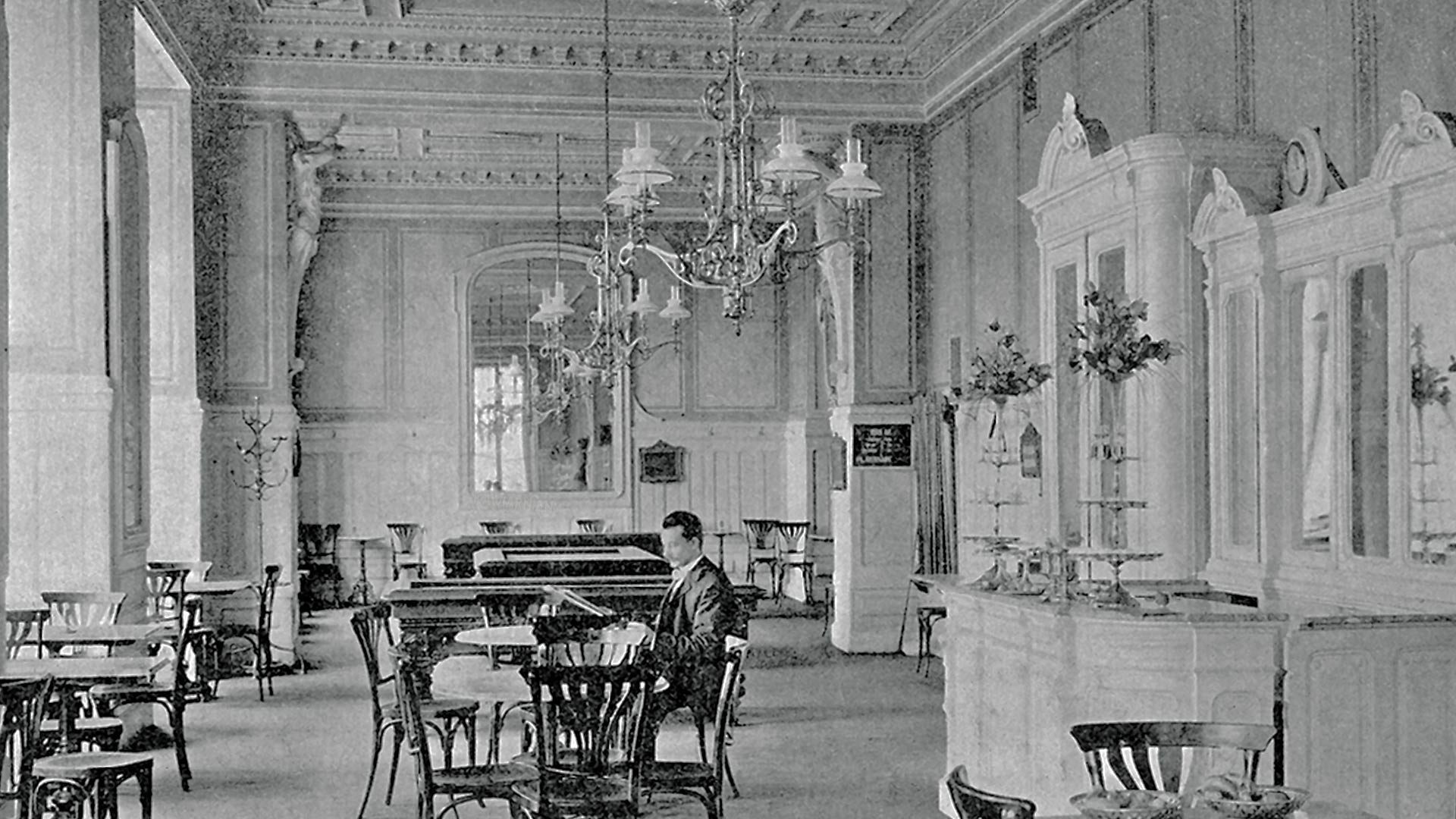
Інтр'єр кав'ярні Центральна, до 1934 року

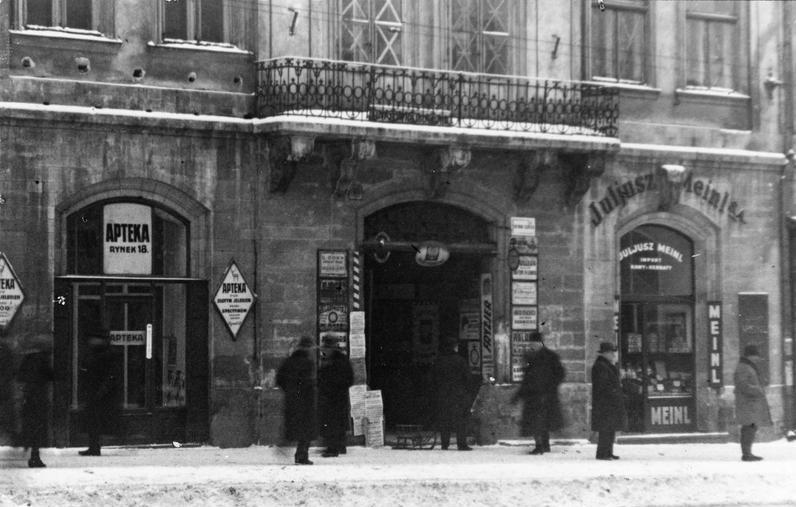
Кав'ярня Юліуша Мейнла, пл. Ринок 18

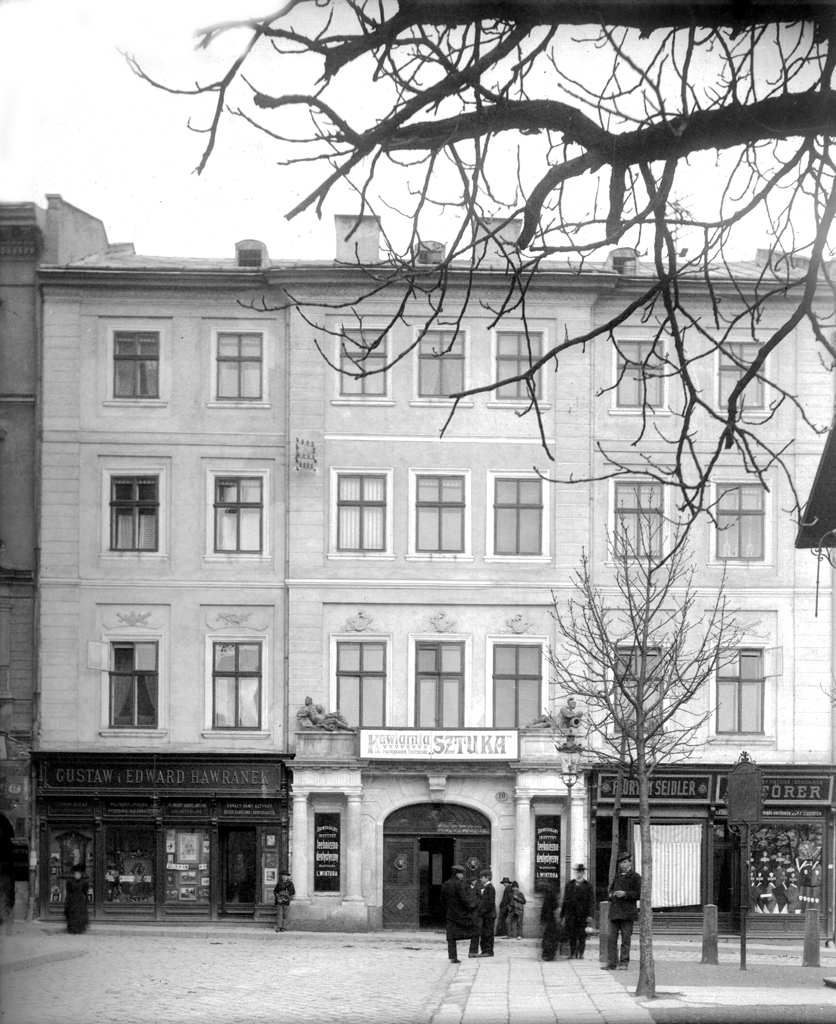
Кав'ярня Штука

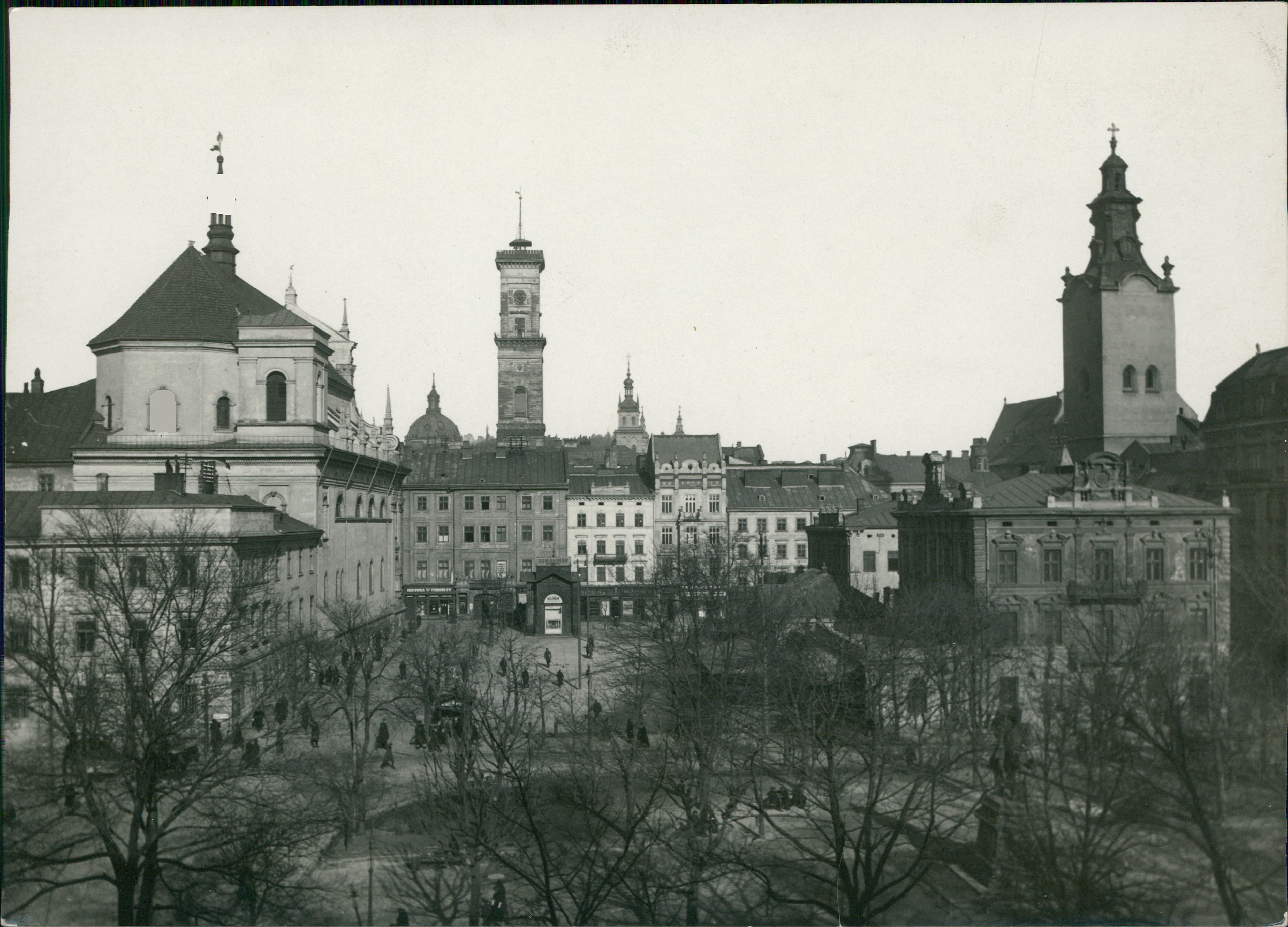
Віденська Кав'ярня праворуч (окремо стоячий триповерховий будинок)

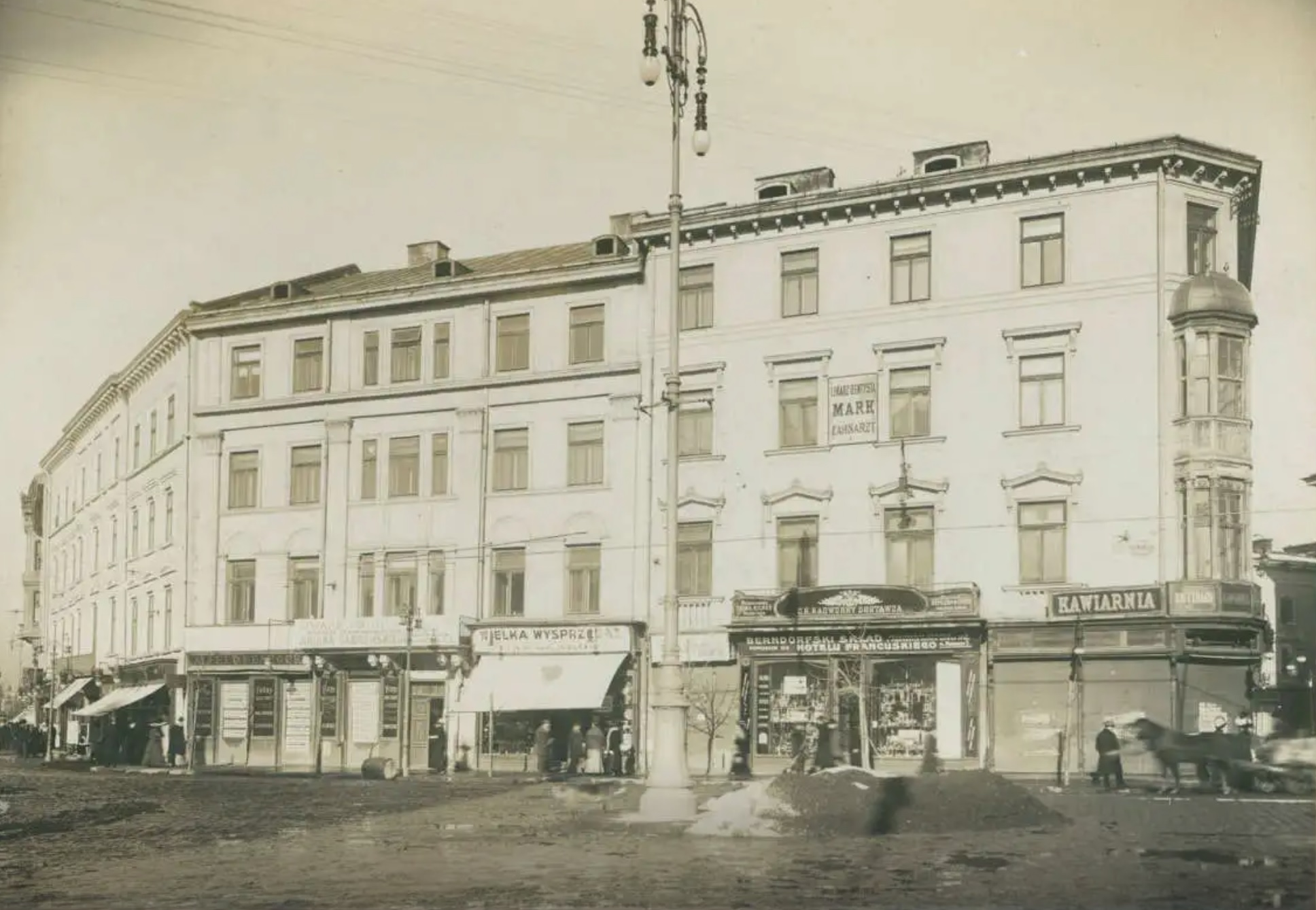
Кав'ярня Монополь в Кам'яниці Понінського (сьогодні не існуюча)

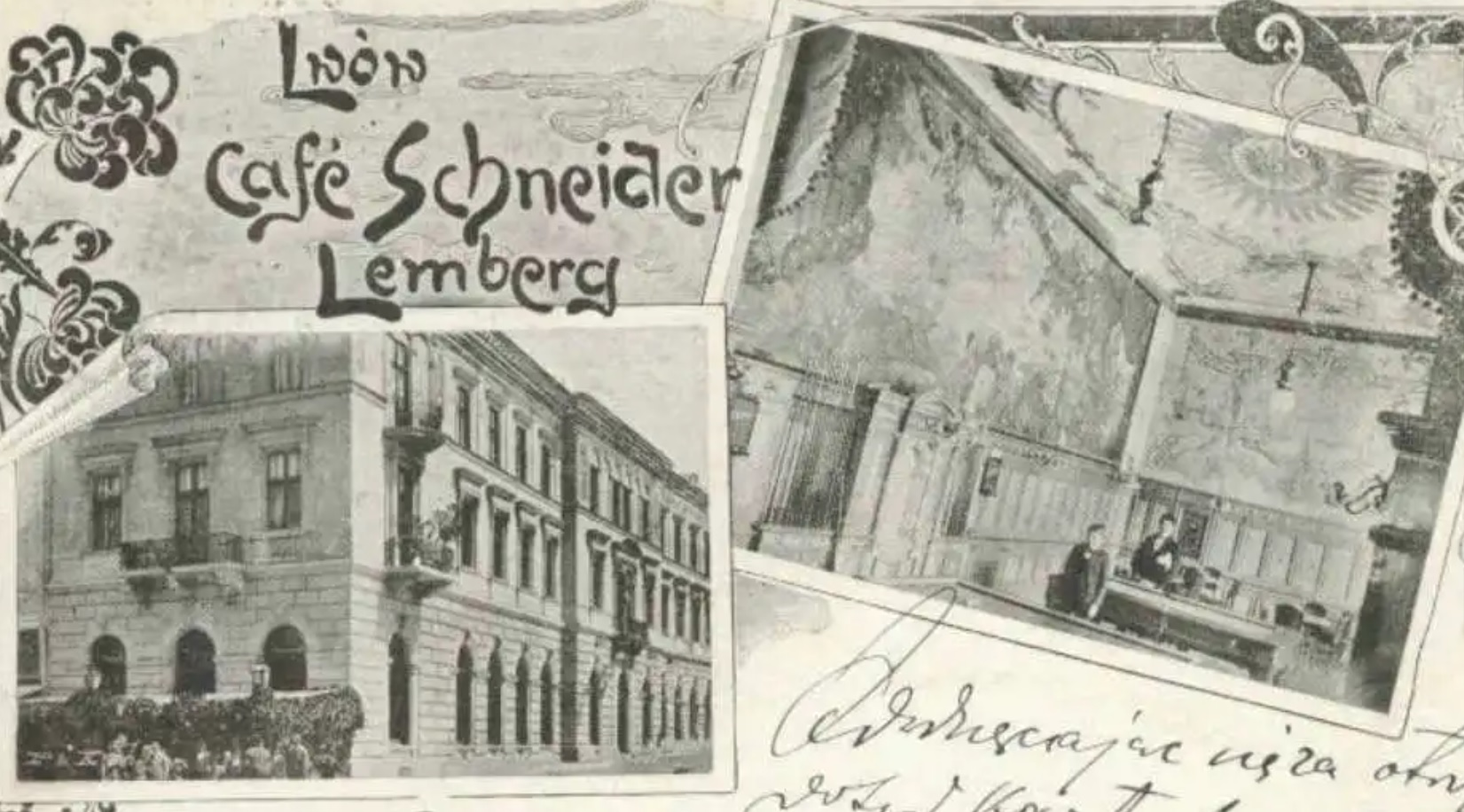
Кав'ярня Шнайдера

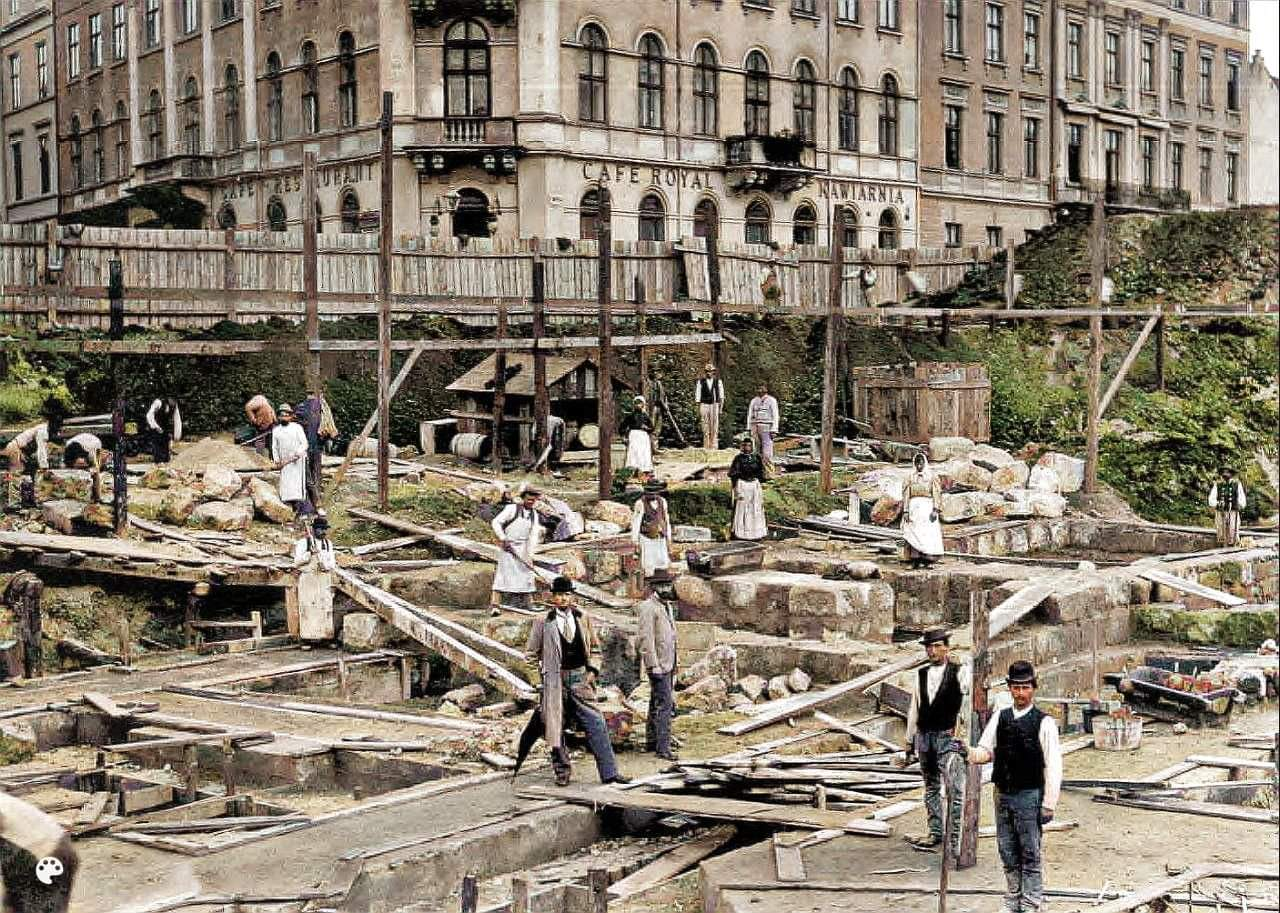
Кав'ярня Роял у Львові

У 1934 році львівський журналіст Йозеф Маєн у циклі статей під загальною назвою «Розмови про львівські каварні» вказав: «У моєму розумінні каварню від цукерні відрізняє її назва. Адже цукерня названа майже завжди прізвищем власника і залишається його власністю не лише матеріальною, але і духовою. Натомість львівська каварня, приймаючи останнім часом патронат якогось абстракту, символу або географічного поняття, позбувається усіх зовнішніх рис чиєїсь приватної власности і стає спільним надбанням своїх відвідувачів: майже товариська інституція, як її описав Францішек Яворскі. У той час, коли власник цукерні, владарюючи за лядою, робить враження спадкового монарха, який урядує у своїй державі за допомогою лагідного деспотизму, власник каварні завжди виходить чи то з офісу чи то з иншого закутку назустріч і вітає відвідувачів, здобуваючи у такий спосіб їхню прихильність. Він схожий до прем'єра уряду, а публіка вважається тут суверенною і незалежною від нікого.»
Примітним є те, що кожен гість, який перебуває у каварні після 12 години ночі, зобов'язаний був заплатити податок в розмірі 50 грош у «фонд безробітних».
1. Яна Вольфа — знаходилась поруч з Віденською кав'ярнею і діяла щонайменше станом на 1841 рік. У своїй книзі подорожніх записів Німецький письменник-мандрівник Й. Г. Коль (Johann Georg Kohl) писав, що найкращою у Львові є кав'ярня Вольфа, салони якої в кожну пору дня та ночі переповнені гостями.[1]
2. Кав'ярня при Гранд Готелі'' (колишня «Театральна»), знаходилась на вул. Кароля Людвіка 13 (сучасний пр. Свободи 13), забезпечена електричним освітленням щонайменше з 1894 року.
3. Кав'ярня при Готелі Метрополь — знаходилась на вул. Панській 1 (частина сучасної вул. Івана Франка), забезпечена електричним освітленням щонайменше з 1894 року.
4. Кав'ярня Театральна — знаходилась в будівлі театру графа Скарбека і діяла щонайменше з 1894 року. Сьогодні будинок Театру імені Марії Заньковецької.
5. Republique — знаходилась в готелі Народна Гостинниця на вул. Костюшка 1. У міжвоєнний час кав'ярня перейшла в оренду до спілки «Парнес і Ціммерман», які власне і перейменували її у Republique.
6. Фрідріха Шнайдера (Schneidra) — знаходилась на вул. Академічній 7 (сучасний пр. Шевченка), діяла щонайменше з 1894 по 1900 роки. У 1897 р. розширено і перебудувано заклад, стінні розписи в стилі сецесії виконав Антонію Тух. Цей перший прояв нового стилю відразу викликав значне зацікавлення з боку художників, що зробили кав'ярню Шнайдера популярною. Літератор С. Василевський згадував: «Тут гомонів молодий Львів, це був табір боротьби з міщансько-чиновницьким маразмом, … в густому тютюновому димі „бунтівники“ грали у більярд, впивали моря чорної кави і молились сатані». Кав'ярню відвідували такі представники львівської художньої богеми як живописці Казимир Сухульський, Станіслав Дембіцький, Мар'ян Ольшевський — , письменники Ян Каспрович і Габріеля Запольська. У 1912 році будинок було розібрано.[1][9]
7. Центральна (Centralna) — знаходилась на вул. Бернардинській (сучасна пл. Галицька 7), діяла щонайменше з 1894 року. На початках належала Вільгельму Білітлофу (Wilhelm Beelitlof). Одна з найпрестижніших кав'ярень свого часу, вечорами в ній влаштовували дансінги та концерти, що закінчувались о 3 годині ночі. В 1934 році її перенесено ріг вул. Ягелонської 9 (сучасна вул. Академіка Гнатюка) та вул. 3-го травня, 2 (сучасна вул. Січових Стрільців 2).[10]
8. Віденська (Wiedenska) — була на вул. Гетьманській 16 (сучасний пр. Свободи 12). Споруджена в стилі ампіру за проєктом Матео Брезані. 12 травня 1828 року купець Карл Гартман уклав контракт з магістратом міста та центральним урядом, за яким він безоплатно отримував у власність частину площі святого Духа площею близько 105 квадратних сажнів (зі сторони валів Гетьманських), № 360-m, з правом її забудови, а натомість він зобов'язувався спорудити своїм коштом міську гауптвахту на площі Святого Духа. Для Гартмана, як i всіх його нащадків, місто надало «тимчасове право виду на площу» — а саме зі сторони площі святого Духа мати на фасаді вікна i одні вхідні двері та з умовою, що на будь-яку вимогу міста вони повинні бути замуровані без жодних відшкодувань (за жодних умов не можна було влаштовувати на цьому фасаді в'їзної брами). Вже 1829 року було завершене будівництво і у кам'яниці під конскрипційним № 360-m відкрили Віденську каварню. Після Карла Гартмана 1847 року каварня перейшла у спадок до Климентини з Гартманів (баронеси Рюстель), відтак 1856 року — до її доньки Ірени Рюстель. У 1870 році власність на каварню набули Антоній та Геновефа Сєбери, а після їх смерті у 1893 р. — Францішка Савчинська (до шлюбу Фучс Сєбер Хайнц). В 1880 р. відбулося переобладнання кам'яниці, суттєво змінився інтер'єр. У дев'яностих роках ХІХ ст. у «Віденській» стояв буфет з домашньою випічкою та відомими на весь Львів «Рогаликами п. Сєберової».[8] Згодом власність на каварню набув Габріель Старк, який врешті її відпродав магістрату міста.[11] В 1902-1903 рр., на замовлення нового власника кав'ярні промисловця Кароля Чуджака художники Ю. Крупський та Францішек Зайховський декорували Віденську в модному на початку ХХ ст. сецесійному стилі. В 1903 р., з боку пл. Святого Духа, до кав'ярні прибудована залізна конструкція літнього павільйону, з роками вона перетворилася на муровану будівлю з терасою.[12][13] Станом на 1934 рік власником та директором Віденської кав'ярні був п. Блоцький.[8] В 1935 році адреса Віденської кав'ярні позначалась як вул. Гетьманська 14.
9. Кремера (Kremera) — знаходилась на вул. Ягеллонській 7 (сучасна вул. Академіка Гнатюка), діяла щонайменше з 1894 року.
10. Юліуша Меінла (Juliusz Meinl) — знаходилась на пл. Ринок 18.
11. Пекло (Pekelko) — належала Яну Добровольському (Dobrowolski) та знаходилась на вул. Краківській 10 (ріг з вул. Вірменською). Заснована у 1843 році і діяла до 1902 року. В народі прозвана Пекелко за «сатининський» вигляд своїх затютюнованих і галасливих залів. Її відвідували відомі львівські художники — зокрема, Андрій Грабовський, Парис Філіппі, Леонард Марконі, Теофіл Копистинський. Станом на 1894 рік вартість малої порції «білої» кави становила — 14 ct., ціла порція «білої» кави — від 20 до 24ct.; порція «чорної» кави — від 10 до 12 ct., порція чаю «чистого» — 14 ct. Хоча пізніше ця каварня сильно занепала, все ж не останню роль відіграла вона у 1848 та 1863 роках, як місце зустрічей конспірантів — польських патріотів В 1922 році трапився нещасний випадок і будинок завалився. Ділянка під будинком стояла незабудованою до 2018 року. З 2018 року на цьому місці розпочали будівництво готелю.[1][9]
12. Під Лебедем — Адольфа Маньковського — знаходилась на вул. Галицькій 10. Діяла щонайменше у 1870—1880 роках.
13. Американська — знаходилась на вул. Третього Травня (сучасна вул. Січових Стрільців). Діяла з 1900-1901 років на другому поверсі будинку і була влаштована «на американській манер» чим завоювала неабияку популярність у Львові. Головний зал був стилізований у стилі ампір, міг вмістити близько сотні людей. Особливістю закладу була велика читальня (окремий ізольований зал) де за чашкою кави можна було переглянути понад 500 примірників преси з цілого світу, при цьому поруч знаходився буфет з легкою перекускою, сендвічами, пльзенським пивом, віскі та коньяком. В кав'ярні існувала окрема зала, в якій виступав оркестр (під керівництвом знаного капельмейстера Роля), що розважав публіку від 20.00 до 01.00 ночі та окрема велика більярдна зала (в той час у Львові відбувався бум на цю гру). Заклад зачинявся о 3.00 ночі. Розкішний головний зал міг вмістити близько сотні людей.
14. Авеню — знаходилась на пл. Марійській, 6/7 (на розі нинішніх пр. Свободи та вул. Коперника) і діяла з 1909 року.
15. Шкотська — знаходилась на вул. Фредра 9 (сучасна вул. Білозіра) і діяла з 1909 року. Будівля споруджена за проектом архітектора Збігнева Брохвіч-Левинського. З 1929 року Едуард Шанц, німець за походженням (починав помічником офіціанта в готелі Жорж), взяв в оренду приміщення кав'ярні. Шкотська — мала величезні вікна до самої землі, облицювання каменем, зал кав'ярні був у розписах за мотивами лицарських творів Вальтера Скотта, звідси й назва закладу. Кав'ярню була улюбленим місцем щоденних зустрічей математиків львівського університету (зокрема її постійно відвідував Стефан Банах), а її столики із мармуровим покриттям були дуже зручними для записів математичних формул хімічним олівцем. Аби регулярно не відтирати олівець офіціанти почали видавати математикам спеціальний зошит для записів. Згодом зошит назвали «Шкотська книга». Сьогодні ресторан «Шкоцький» діє в складі готелю Атлас.[14]
16. Рома (Roma) - знаходилась на вул. Академічній 25 (сучасний пр. Шевченка), навпроти Шкотської, діяла щонайменше в 1934 році.[8] Місце щосуботніх зустрічей математиків Львівського університету (до часу поки вони, на знак протесту, не змінили місце зустрічей на Шкотську).[15]
17. Варшавська — знаходилась на пл. Смольки (сучасна пл. генерала Григоренка). Після 1920 року її власником був Францішек (Франц) Мошкович, в той же ж час в кав'ярні діяв дансинг.
18. Café la Paix — знаходилась на другому поверсі пл. Марійської, 7 (сучасна пл. Міцкевича 6/7) і діяла щонайменшев період до 1935 року.[8] Сьогодні тут діє ресторан Спліт.
19. Де ла Пе — діяла щонайменше після 1920 року.
20. Ренесанс, згодом (після запровадження програми кабарету) перейменовано на Лувр (Louvre) — знаходилась на вул. Третього Травня 12 (сучасна вул. Січових Стрільців) щонайменше до 1934 року.[8]
21. Бельмонт — діяла щонайменше після 1920 року.
22. Богема — діяла щонайменше після 1920 року.
23. Карлтон (Carlton) — знаходилась на вул. Лукашинського (сучасна вул. Низький Замок). Діяла щонайменше в період з 1935 року.[16]
24. Європейська (Europejska) — знаходилась на вул. Чарнецького 1, згодом пл. Бернардинів (сучасна вул. Винниченка). Діяла щонайменше в період з 1935 року.
25. Імперіал (Imperial) — знаходилась на вул. Легіонів 5 (сучасна непарна сторона пр. Свободи). Діяла щонайменше в період з 1935 року.
26. Руж (Rouge) — знаходилась на вул. Миколая 10 (сучасна вул. Грушевського). Діяла щонайменше в період з 1935 року.
27. Роял (Royal) — знаходилась на вул. Рутовського 10 (сучасна вул. Театральна). Діяла щонайменше в період з 1935 року.
28. Севілла (Sevilla) — знаходилась на вул. Пекарській 2, згодом пл. Бернардинів. Діяла щонайменше в період з 1935 року. Згідно даних 1939 року ця кав'ярня знаходилась в будинку № 4 по вул. Пекарській.[7]
29. Юніон (Union) — знаходилась на вул. Костюшки 1. Діяла щонайменше в період з 1935 року.
30. Варшава (Warszawa) — знаходилась на пл. Міцкевича 2. Діяла щонайменше в період з 1935 року.
31. Кав'ярня Марії Добровольської, знаходилась на сучасній пл. Міцкевича 8 від щонайменше 1860-х років (зі сторони вул. Валової), яку у 1902 році Францішек Гексель перетворив у каварню Монополь (Monopol). Монополь була популярна серед львівських письменників та художників, зокрема її відвідував Іван Франко. Постійними клієнтами були також політик Болеслав Вислоух, історики Францішек Яворський і Богдан Януш, професор Василь Щурат, художники Ярослав Пстрак і Фредерик Паутч. У 1912 році будинок знесено та на його місці зведено кам'яницю Шпрехерів.[11][17]
32. Мейсона — знаходилась на Погулянці. Вважалось, що тут найсмачніше у Львові морозиво.[18]
33. Керітон (Cariton);[8]
34. Палермо (Palermo) — діяла щонайменше до 1939 року.[8]
35. Вікторія (Victoria) — діяла принаймні в 1934 році.[8]
36. Кав'ярня — знаходилась на вул. Краківській 34. Діяла до ІІ Світової війни.

У 1934 році у Львові працювало 16 кав'ярень при населенні 300 000 осіб.
Станом на вересень 1941 року (час німецької окупації) у Львові діяло 39 кав'ярень.

### Цукерні

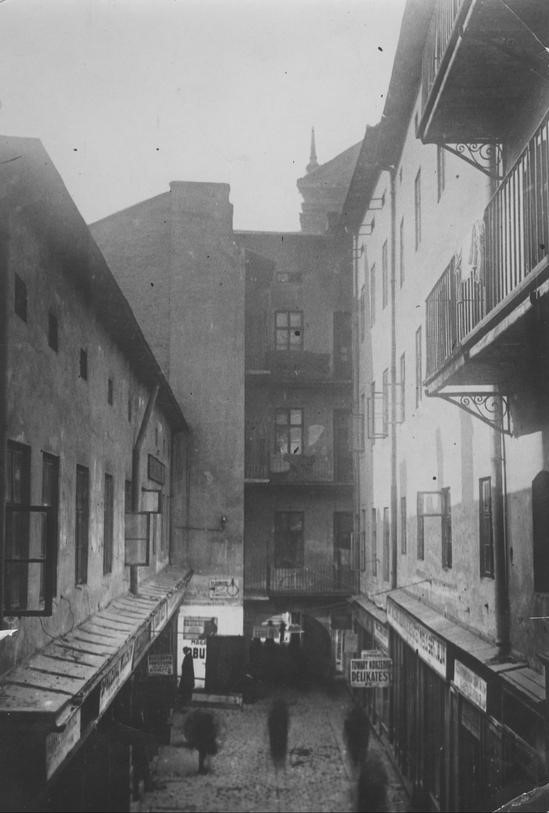
Пасаж Андреоллі (Львів)

1. Міхала Монне — знаходилась на вул. Театральній 8. Діяла щонайменше в період 1850 — 1870 рр. Була улюбленим місцем літераторів та художників. В певний час цукерня належала Влад. Підгаличу (Wlad. Podhalicz).[1]
2. Андреоллі — знаходилась на пл. Ринок 29. Домінік Адреолі у 1803 році відкрив першу у Львові цукерню. Імовірно наступними її власниками були Леопольд Ротлендер, Маурисій Брандштадтер, Людвіґ Залевський. Діяла щонайменше до 1880 року.[18]
3. Леопольда Ротлєндера — знаходилась на вул. Кароля Людвіка 11 (частина сучасного пр. Свободи). У другій половині ХІХ ст. у цукерні збиралася львівська еліта — артисти, журналісти й літератори. Власне тут репортери виловлювали матеріали для найпопулярнішої на ту пору рубрики «Місцева хроніка», полюючи на відомості з товариського життя. Особливо людно було в цукерні в дні кінних перегонів. Тоді вже в тісному приміщенні місця бракувало і гості розташовувалися на тротуарі й бавилися від душі. З 1983 на цьому місці збудовано будівлю Гранд-готелю.
4. Гросса (Grossa) — знаходилась на вул. Академічній 10 (сучасний пр. Шевченка), діяла щонайменше з 1894 року. Також в джерелах згадується, що цукерня Фердинанда Гросса діяла на Гетьманських Валах 6, з кіоском екзотичної конструкції, пофарбованим у всі кольори веселки. Імовірно мова йде про 2 різні цукерні.[1]
5. Хаузера і Бєнєдзскєго (Hausera i Bieniedzkiego) — знаходилась на вул. Кароля Людвіка 11 (частина сучасного пр. Свободи), діяла щонайменше з 1894 року.
6. Вєржбіцкєго (Wierzbickiego) — знаходилась на вул. Академічній 5 (сучасний пр. Шевченка), діяла щонайменше з 1894 року.
7. Крушинськєго (Kruszynskiego) — знаходилась на вул. Ягеллонській 5 (сучасна вул. Академіка Гнатюка), діяла щонайменше з 1894 року.
8. Журовскєго (Zurowskiego) — знаходилась на вул. Яна Кілінського 2 (сучасна вул. Памви Беринди), діяла щонайменше з 1894 року.
9. Зіммера (Zimmera) — знаходилась на вул. Академічній 2 (сучасний пр. Шевченка), діяла щонайменше з 1894 року.
10. Шнайдера (Schneidra) — знаходилась на вул. Баторого 32 (сучасна вул. Князя Романа), діяла щонайменше з 1894 року.
11. Пачулка (Paczólka) — знаходилась на пл. Ринок 27. Власником була Анна Арнольд (Anna Arnold).
12. Бартена та Макса Фейна (Henr. Barten & Maks Fein) — знаходилась на вул. Галицькій 14 і діяла до ІІ Світової війни.
13. Авіна (Abrah. Awin) — знаходилась на вул. Староєврейській 5 і діяла до ІІ Світової війни.
14. Пані (Pani, Stadler & Co, ladies´) — знаходилась на вул. Краківській 4 і діяла до ІІ Світової війни.
15. Клари Верк (Klara Werk) — знаходилась на сучасній вул. Лесі Українки 7 і діяла до ІІ Світової війни.
16. Матея Костецького — знаходилась на вул. Кароля Людвіка 3 (частина сучасного пр. Свободи).[9][13][20][21][22][23][24][25][26][27][28][29][30][31]

## Періоднімецької окупації(1939—1945)
Газета «Львівські вісті» у вересні 1941 року нарахувала у Львові 39 кав'ярень, ресторанів, частину з яких могли відвідувати виключно німецькі військові (для прикладу, ресторан Спартак на вул. Гетманській 10, ресторан готелю «Жорж», ресторан готелю «Імперіал» на вул. 3-го травня, ресторан на вул. Коперника 3, кав'ярня Центральна, кав'ярня Театральна на вул. Лукасінського 4, кав'ярня Севілла, ресторан Україна на вул. Зибликевича 2 (сучасна вулиця Івана Франка). Решта закладів могли відвідувати як німці так і українці, для прикладу, ресторан Атляс, ресторан Палермо (вул. Рутовського 26), ресторан Лідо (вул. Личаківська 24а) та ресторан при вул. Сапєги 69, кав'ярня № 1 (вул. Академічна), ресторан № 29 (вул. Академічна 18), ресторан № 19 (вул. Коперника), ресторан № 15 (пл. Ринок 34), ресторан № 23 (пл. Ринок 17), ресторан № 13 (вул. Пекарська 24), ресторан № 12 (вул. Казимирівська 43), ресторан № 23 (118) (вул. Томіцького 19), ресторан № 18 (вул. Токажевського 56).
В той же ж час у Львові працювали інші (менш вишукані) заклади харчування, що знаходились на пл. Галицькій 3, вул. Ягелонській 4, вул. Ягелонській 24, вул. Рутовського 6, пл. Бернардинській 17, пл. Голуховських 10б, вул. Токажевського 36, вул. Токажевського 85, вул. Сташіца 4, вул. Львівських Дітей 18, вул. На Байках 6б, вул. На Байках 2, вул. Стрийська 3, вул. Янівська 9, вул. Унії Берестейської 10.
Окрім цього діяли аналоги столових при установах або виробництвах, для прикладу: Університетський ресторан на вул. Абрагамовичів 14, ресторан Міської Газівні на вул. Газовій 28, ресторан трамваєвиків на вул. Пелчинській, ресторан фабрики Одоль на вул. Шведській 3, ресторан Дирекції Лісів на вул. Хорущина 17, ресторан Фабрики лаку на вул. Кресовій 2.
В червні 1942 року у Львові українською творчою спільнотою відкрито мистецьку кав'ярню Пегаз в будинку 9 на пл. Марійській, якою керувала дружина покійного Павла Ковжуна — Тамара Ковжун.

## Періодв складі СРСР(1945—1991)

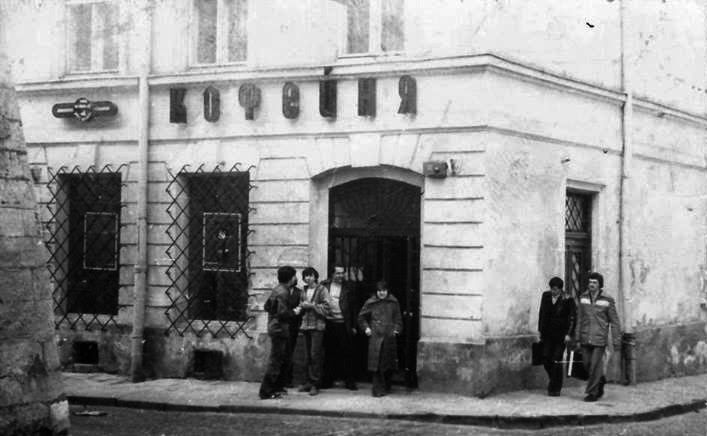
Каварня Вірменка

У Львові найвідомішою кав'ярнею була Вірменка, на вул. Вірменській 19.

## Сучасний стан
Станом на сьогодні найвідомішими з-поміж усіх закладів є: «Криївка», Ресторація-музей «Гасова лямпа», «Ресторація Бачевських», «Ресторація Боїмів», Театр пива «ПРАВДА», «Мазох-café», Пивоварня-ресторан «Старгород», «Світ Кави», «Атляс», «Віденська кава», Реберня «під Арсеналом», Перша Грильова Ресторація «М'яса та Справедливости», «Кумпель», «Mons Pius», «Тамада», «Пструг», «Львівська Майстерня Шоколаду», «Львівська копальня кави», «Хмільний дім Роберта Домса», «Хліб та Вино», «Італійський дворик», «Кабінет», жидівська кнайпа «Під Золотою Розою», Ресторан імпровізацій «Грушевський cinema jazz», «Club Split Lviv», «Фешн-клаб», «Тлустий Гусак», «Львівські пляцки», Ресторан-музей «Сім поросят», Музей-ресторан «Сало», Кав'ярня «Вірменка» та інші.
Також представленні такі мережі харчування: Lviv Croissants, Піца Челентано, McDonald's, Пузата хата, KFC, ЯпонаХата, Domino's pizza, Egersund seafood тощо.

Про львівські каварні поч. ХХ ст. (спогади):
Петро Карманський. «Українська богема» (розділ ХХ. «У каварні»). Мультимедійний проєкт — аудіозапис спогаду з фотовізуалізацією // https://www.youtube.com/watch?v=iENNIrJSO8E